# Port Talbot Town F.C.
Port Talbot Town FC (wal. Clwb Pêl-droed Tref Port Talbot) - walijski klub piłkarski z miasta Port Talbot, występujący w Ardal Leagues.

## Historia
Klub został założony w 1901 roku jako Port Talbot Athletic. Przez bardzo długi czas pozostawał on jednak klubem amatorskim i występował w nieprofesjonalnych ligach Walii, najczęściej balansując między walijską pierwszą i drugą ligą. Wyraźna zmiana na lepsze nastąpiła dopiero na przełomie XX i XXI w. W sezonie 1999/2000 udało się awansować do Welsh Premier League. Dla uczczenia tego wydarzenia władze klubu postanowiły zmienić jego nazwę na Port Talbot Town FC. Przez pierwsze lata po awansie klub sukcesywnie poprawiał swoją pozycję w tabeli ligowej. Najlepszym w historii był sezon 2009/10. Piłkarze Port Talbot Town FC zajęli wówczas 3. miejsce w Welsh Premier League, wywalczając sobie po raz pierwszy prawo do gry w europejskich pucharach. W tym samym roku po raz pierwszy osiągnęli także finał Pucharu Walii, ulegając jednak po zaciętym meczu drużynie Bangor City F.C. 2:3.
W następnym sezonie Port Talbot Town FC zadebiutował w Lidze Europy UEFA, przegrywając jednak oba mecze 1. rundy kwalifikacyjnej z fińskim Turun Palloseura 0:4 i 1:3.

## Osiągnięcia
- Finalista Pucharu Walii (1): 2009/10

## Europejskie puchary
Legenda do wszystkich tabel:
- Q – runda eliminacyjna, 1/16, 1/8, 1/4, 1/2 – odpowiednia faza rozgrywek, Grupa – runda grupowa, 1r gr – pierwsza runda grupowa, 2r gr – druga runda grupowa, F – finał, R – runda, PO – play-off
- k. – rzuty karne, los. – losowanie, Dogr. – dogrywka, w. – zasada bramek strzelonych na wyjeździe

| Sezon   | Rozgrywki   | Runda | Klub      | Dom | Wyjazd | Ogólnie |
| ------- | ----------- | ----- | --------- | --- | ------ | ------- |
| 2010/11 | Liga Europy | 1Q    | TPS Turku | 0–4 | 1–3    | 1–7     |